# 三岐鉄道モハ150形電車
三岐鉄道モハ150形電車（さんぎてつどうモハ150がたでんしゃ）は、かつて三岐鉄道三岐線に在籍した通勤形電車。

## 概要
三岐線の輸送力増強、ならびに老朽化した従来車の代替目的で、1972年（昭和47年）から1975年（昭和50年）にかけて計4両が導入された。同4両は西武所沢車両工場で新製されたモハ150・151と、日本国有鉄道（国鉄）モハ30形電車をルーツとする相模鉄道（相鉄）2000系電車の車体を流用したモハ155・156に大別され、いずれも両妻面貫通型・片側3扉構造の両運転台仕様ではあったものの、同一形式ながら両者の外観は全く異なっていた。なお、モハ152 - 154は当初から欠番とされた。
一方で主要機器については4両とも同一部品を搭載し、その大半は西武鉄道で廃車となった311系・371系電車の解体発生品を流用したものであった。
導入当初は主に増結用途に用いられ、後年501系（元西武501系電車）・601系（元西武451系・571系電車）等、西武より譲り受けた大型車が主力車両となった後は日中閑散時の単行運用にも用いられた。晩年はクハ210形や本形式同士で2両編成以上を組んで運用され、新製車グループ（モハ150・151）は1992年（平成4年）まで、車体流用車グループ（モハ155・156）は1988年（昭和63年）までそれぞれ在籍した。

## 主要機器
主電動機はMT4、台車は釣り合い梁式TR14Aと、いずれも国鉄制式機器を採用した。これらは先に述べたように西武311系・371系電車の解体発生品であったが、主制御器のみは小田急電鉄における廃車発生品と推定される三菱電機製電磁単位スイッチ式自動加速制御器ABF-154-15を搭載した。
制動装置はA動作弁を採用したAMA自動空気制動である。各車が装備するTR14A台車がブレーキシリンダーを持たないことから、車体側にブレーキシリンダーを1基搭載し、ブレーキロッドを介して前後台車計4軸の制動を動作させるという古典的なブレーキワークが採用された。

## 各グループ詳細
以下、主要機器以外の仕様、ならびに導入後の動向について各グループごとに詳細を述べる。

### 新製車グループ（モハ150・151）
1972年（昭和47年）3月にモハ150が、翌1973年（昭和48年）5月にはモハ151が、それぞれ西武所沢工場で新製された。

#### 仕様
車体は全長18m級の全鋼製構造で、両妻面は緩やかな三面折妻形状である。側面は幕板を屋根部まで巻き上げ、幕板部と屋根部との境界に雨樋を設置した張り上げ屋根構造となっており、乗務員扉や側窓の形状も相まって、当時西武所沢工場で新製されていた西武101系電車との類似性を窺わせる側面見付となっている。客用扉は1,100mmの片開き扉で、前述のように片側3箇所ずつ設置された。窓配置はd1D4D4D1d（d : 乗務員扉、D : 客用扉、数値は側窓の枚数）である。ベンチレーターはグローブ型で、屋根上中央部に5個装備し、パンタグラフは富田・近鉄富田寄りに1基搭載する。
前照灯はモハ150では白熱灯1灯式のものが前面幕板中央部に設置されたが、遅れて竣功したモハ151では設置箇所は同様であったもののシールドビーム2灯式に改められた。モハ151の前照灯は大型ライトケースの中にシールドビームを2個嵌め込んだもので、この前照灯形状は後述の車体流用車グループを始め、後年導入された501系・601系・101系（元西武401系電車）に至るまで広く踏襲された。
車体塗装は青がかった深緑色をベースに窓周りを緑がかったクリームとした、当時の三岐の標準塗装で竣功した。

#### 導入後の変遷
導入後は車体塗装をイエロー地に車体裾周りをオレンジとした三岐の新標準塗装に改められ、前面向かって左側の窓内側に西武より購入した電照式行先表示器の新設が行われたほか、モハ150は前照灯のシールドビーム2灯化が施工された。ただし、ライトケース形状はモハ151と同一であったものの、電球が内嵌め式（内側交換式）に改められたことから電球周りの形状が異なる。その他は大きな改造を受けることなく運用され、1987年（昭和62年）にはATSの整備ならびにワンマン運転対応工事が実施された。
三岐鉄道に在籍する車両では最も経年が浅かった本グループであったが、経年の高い主要機器の老朽化に加え、20m級車体の車両が主流となった三岐線において18m級車体の本グループは相対的に輸送力が見劣りするようになったことから新型車導入に伴う代替対象となり、801系（元西武701系電車）803編成の導入に伴ってモハ150が1991年（平成3年）12月に、モハ151が翌1992年（平成4年）5月20日付で相次いで廃車となり、本形式は全廃となった。
廃車後は後述車体流用車グループを含めて全車解体処分され、現存する車両はない。

### 車体流用車グループ（モハ155・156）
1974年（昭和49年）1月に廃車となった相鉄2000系クハ2500形2512・2513を譲り受けたものである。同2両は相鉄2100系電車の新製に際して台車を始めとする主要機器を供出していたことから、車体のみを譲り受けて同年10月より西武所沢車両工場において各種改造を施工し、翌1975年（昭和50年）1月に竣功した。

#### 仕様
車体は腰高な窓位置・扉間の側窓2枚おきに設けられた太い窓間柱・深い屋根という国鉄モハ30形そのものの外観を有し、全長17mに満たない小型車であった。もっとも、同2両は相鉄在籍当時に「形態統一工事」と称する車体更新工事を施工されており、台枠を流用して比較的原形に忠実な新車体を新製していたことから、リベット組立工法を多用した半鋼製構体であった原形とは異なり、全溶接工法による全鋼製構体となっていた。
導入に際しては新製車グループと同一の主要機器を搭載して電動車化されたほか、旧連結面側妻面にも運転台を新設して両運転台構造に改造された。新設された運転台は側面乗務員扉の位置を含めて既存の運転台と全く同一の体裁とされ、運転台直後の側窓が戸袋窓であること以外、外観上差異はなかった。窓配置はd1D2・2D2・2D1d、パンタグラフは新製車グループ同様に富田・近鉄富田寄り（既存運転台側）に1基搭載する。ベンチレーターはガーランド型で、屋根上左右に5個ずつ計10個装備した。なお、雨樋位置は相鉄在籍当時同様に幕板部に設置されており、新製車グループのような張り上げ屋根構造とはなっていない。
その他、原形では取付型のシールドビーム1灯式であった前照灯をシールドビーム2灯式に改造されているが、相鉄在籍当時の前照灯ケースをそのまま生かしたいわゆる「ブタ鼻」形状ではなく、大型の車体一体型前照灯ケースを新設して、前述新製車グループのモハ151で採用されたものと同一のシールドビームユニットを嵌め込むという凝った仕上げとなっている。車体塗装は新製車グループ同様、当初は青がかった深緑色をベースに窓周りを緑がかったクリームとしたツートンカラーで竣功した。

#### 導入後の変遷
導入後は新製車グループと同様に、車体塗装の新塗装化、前面向かって左側の窓内側に西武より購入した電照式行先表示器の新設といった小改造を施工された程度で、大きな改造を受けることなく運用された。
しかし、後年のATS整備ならびにワンマン運転開始に際して、本グループは車体が小型であったため各種機器の取り付けスペースの確保が困難であったことから、同対応改造施工の対象外となり運用から離脱した。そして601系607編成の導入に際してその代替対象となり、1988年（昭和63年）3月20日付で2両とも廃車・解体された。

## 車歴
| 形式            | 車番    | 旧番      | 旧番     | 竣功      | 廃車       | 備考                                             |
| 形式            | 車番    | 国鉄      | 相鉄     | 竣功      | 廃車       | 備考                                             |
| --------------- | ------- | --------- | -------- | --------- | ---------- | ------------------------------------------------ |
| モハ150形 (cMc) | モハ150 | ‾         | ‾        | 1972年3月 | 1991年12月 | ‾                                                |
| モハ150形 (cMc) | モハ151 | ‾         | ‾        | 1973年5月 | 1992年5月  | ‾                                                |
| モハ150形 (cMc) | モハ155 | クハ16160 | クハ2512 | 1975年1月 | 1988年3月  | 国鉄竣功時モハ30172、1949年10月電装解除クハ38112 |
| モハ150形 (cMc) | モハ156 | クハ16161 | クハ2513 | 1975年1月 | 1988年3月  | 国鉄竣功時モハ30193、1949年10月電装解除クハ38097 |